# Rock in Rio (album)
Cet article concerne album. Pour le festival, voir Rock in Rio (festival).
Albums de Iron Maiden
Brave New World
(2000) Edward the Great
(2002)
Rock in Rio est le cinquième album live du groupe de heavy metal britannique Iron Maiden au stade Maracanã de Rio de Janeiro enregistré le 19 janvier 2001 et sorti en CD et, pour la première fois, en DVD le 26 mars 2002. 
Le 1er septembre 2005, Rock in Rio a été le premier album musical au monde à avoir été pressé au format UMD, mis au point par Sony pour être utilisé sur la console de jeu PSP.
Cet album retrace l'intégralité du concert donné à Rio de Janeiro, lors de la tournée promotionnelle de l'album Brave New World, qui a vu le retour simultané du chanteur Bruce Dickinson et du guitariste Adrian Smith, et qui reste la première tournée avec cette nouvelle formation de six membres au lieu de cinq — Janick Gers, qui avait remplacé Adrian Smith, reste dans le groupe malgré le retour de ce dernier. Au concert, 250 000 personnes étaient présentes.

## Liste des titres
1. Intro
2. The Wicker Man
3. Ghost of the Navigator
4. Brave New World
5. Wrathchild
6. 2 Minutes to Midnight
7. Blood Brothers
8. Sign of Cross
9. The Mercenary
10. The Trooper
11. Dream of Mirrors
12. The Clansman
13. The Evil that Men Do
14. Fear of the Dark
15. Iron Maiden
16. The Number of the Beast
17. Hallowed Be Thy Name
18. Sanctuary
19. Run to the Hills